# Karifa Sidibé
Karifa Sidibé – gwinejski piłkarz grający na pozycji obrońcy. W swojej karierze rozegrał 2 mecze w reprezentacji Gwinei.

## Kariera klubowa
W swojej karierze piłkarskiej Sidibé grał we francuskim FCM Aubervilliers.

## Kariera reprezentacyjna
W reprezentacji Gwinei Sidibé zadebiutował 2 czerwca 1989 roku w wygranym 1:0 półfinałowym meczu Pucharu Amílcara Cabrala z Republiką Zielonego Przylądka, rozegranym w Bamako. Był to jego jedyny mecz w kadrze narodowej. W 1994 roku został powołany do kadry na Puchar Narodów Afryki 1994, jednak nie wystąpił w nim ani razu.